# Nesidiochernes carolinensis
Espèce
Nesidiochernes carolinensis est une espèce de pseudoscorpions de la famille des Chernetidae.

## Distribution
Cette espèce se rencontre aux États fédérés de Micronésie et aux Îles Mariannes du Nord.

## Description
Le mâle holotype mesure 1,7 mm et la femelle paratype 1,8 mm.

## Liste des sous-espèces
Selon Pseudoscorpions of the World (version 3.0) :
- Nesidiochernes carolinensis carolinensis Beier, 1957 de Woleai et Pohnpei
- Nesidiochernes carolinensis dybasi Beier, 1957 de Saipan

## Étymologie
Son nom d'espèce, composé de carolin[e] et du suffixe latin -ensis, « qui vit dans, qui habite », lui a été donné en référence au lieu de sa découverte, les îles Carolines.
La sous-espèce est nommée en l'honneur de Henry S. Dybas.

## Publication originale
- Beier, 1957 : Pseudoscorpionida. Insects of Micronesia, vol. 3, p. 1-64 (texte intégral).